# Alam-Pedja
Alam-Pedja este o arie protejată (arie specială de conservare — SAC, sit de importanță comunitară — SCI, arie de protecție specială avifaunistică — SPA) din Estonia întinsă pe o suprafață de 34.671,9 ha, integral pe uscat.

## Localizare
Centrul sitului Alam-Pedja este situat la coordonatele 58°28′45″N 26°11′52″E / 58.4791°N 26.1978°E.

## Înființare
Situl Alam-Pedja a fost declarat sit de importanță comunitară în aprilie 2004 pentru a proteja 3 specii de plante și 52 de specii de animale. Alte tipuri de protecție:
- arie de protecție specială avifaunistică (în aprilie 2004)[2]
- arie specială de conservare (în aprilie 2010)[1][3][4]

## Biodiversitate
Situată în ecoregiunea boreală, aria protejată conține 20 de habitate naturale: Lacuri și iazuri distrofice naturale, Cursuri de apă de la nivel de câmpie la nivel montan, cu vegetație Ranunculion fluitantis și Callitricho-Batrachion, Pajiști uscate europene, Pajiști fino-scandinave uscate până la mezice, bogate în specii de altitudine mică, Liziere de ierburi înalte hidrofile de câmpie și de nivel montan până la alpin, Pajiști aluvionare boreale nordice, Fânețe de joasă altitudine (Alopecurus pratensis, Sanguisorba officinalis), Pajiști din zone de pădure fino-scandinave, Turbării active, Mlaștini oligotrofe degradate, capabile încă de regenerare naturală, Mlaștini turboase de tranziție și turbării mișcătoare, Depresiuni pe substraturi de turbă de Rhynchosporion, Mlaștini alcaline, Taiga vestică, Păduri caducifoliate bătrâne naturale hemiboreale fino-scandinave (Quercus, Tilia, Acer, Fraxinus sau Ulmus) bogate în specii epifite, Păduri fino-scandinave bogate în ierburi cu Picea abies, Păduri caducifoliate de mlaștină fino-scandinave, Mlaștini împădurite, Păduri aluvionare cu Alnus glutinosa și Fraxinus excelsior (Alno-Padion, Alnion incanae, Salicion albae), Păduri mixte riverane de Quercus robur, Ulmus laevis și Ulmus minor, Fraxinus excelsior sau Fraxinus angustifolia, de-a lungul marilor râuri (Ulmenion minoris).
La baza desemnării sitului se află mai multe specii protejate:
- plante (3): papucul doamnei (Cypripedium calceolus), moșișoare (Liparis loeselii), ochii-șoricelului (Saxifraga hirculus)
- păsări (41): uliu porumbar (Accipiter gentilis), lăcar mare (Acrocephalus arundinaceus), rață sulițar (Anas acuta), rață lingurar (Anas clypeata), rață fluierătoare (Anas penelope), rață mare (Anas platyrhynchos), rață cârâitoare (Anas querquedula), cocoșul de mesteacăn (Bonasa bonasia), Bucephala clangula, caprimulg (Caprimulgus europaeus), chirighiță neagră (Chlidonias niger), erete de stuf (Circus aeruginosus), erete vânăt (Circus cyaneus), erete cenușiu (Circus pygargus), cristeiul de câmp (Crex crex), Cygnus columbianus bewickii, ciocănitoare cu spate alb (Dendrocopos leucotos), ciocănitoare neagră (Dryocopus martius), muscar (Ficedula parva), Gallinago media, cocor (Grus grus), sfrâncioc roșiatic (Lanius collurio), sfrâncioc mare (Lanius excubitor), pescăruș mic (Larus minutus), sitar de mal nordic (Limosa lapponica), sitar de mâl (Limosa limosa), Loxia pytyopsittacus, Numenius phaeopus, viespar (Pernis apivorus), ciocănitoare de munte (Picoides tridactylus), ciocănitoare verzuie (Picus canus), ploier auriu (Pluvialis apricaria), cresteț pestriț (Porzana porzana), huhurezul mic (Strix uralensis), silvie porumbacă (Sylvia nisoria), cocoșul de mesteacăn (Tetrao tetrix tetrix),  cocoș de munte (Tetrao urogallus), fluierar de mlaștină (Tringa glareola), fluierar cu picioare verzi (Tringa nebularia), fluierarul cu picioare roșii (Tringa totanus), nagâț (Vanellus vanellus)
- mamifere (2): vidră de râu (Lutra lutra), liliac de iaz (Myotis dasycneme)
- nevertebrate (5): Dytiscus latissimus, Graphoderus bilineatus, fluturele purpuriu (Lycaena dispar), Unio crassus, Vertigo angustior
- pești (4): avat (Aspius aspius), zvârluga (Cobitis taenia), zglăvoacă (Cottus gobio), țipar (Misgurnus fossilis)

Pe lângă speciile protejate, pe teritoriul sitului au mai fost identificate 1 specie de plante, 1 specie de păsări, 2 specii de amfibieni, 15 specii de mamifere, 2 specii de nevertebrate, 1 specie de pești, 1 specie de reptile.